# Marysin (Baldwinowice)
Marysin – przysiółek wsi Baldwinowice w Polsce, położony w województwie opolskim, w powiecie namysłowskim, w gminie Namysłów. Wchodzi w skład sołectwa Baldwinowice.
W latach 1975–1998 przysiółek administracyjnie należała do ówczesnego województwa opolskiego.